# Skiffermyrsmyg
Skiffermyrsmyg (Myrmotherula schisticolor) är en fågel i familjen myrfåglar inom ordningen tättingar.

## Utseende
Skiffermyrsmygen är liten, sångarlik fågel med rätt kort stjärt. Hanen är grå med svartaktig strupe och svart bröstfläck. På vingarna syns ett vitt vingband. Honan är märkbart färglöst brunaktig, ljusare på strupen och i en ring kring ögat. 

## Utbredning och systematik
Skiffermyrsmyg delas in i tre underarter:
- Myrmotherula schisticolor schisticolor – förekommer från sydostligaste Mexiko (Chiapas) till västra Ecuador (södra till Loja)
- Myrmotherula schisticolor sanctaemartae – förekommer i nordöstra Colombia (Sierra Nevada de Santa Marta) och bergsområden i norra Venezuela
- Myrmotherula schisticolor interior – förekommer i Anderna från östra Colombia till södra Peru (Puno)

## Levnadssätt
Skiffermyrsmygen hittas i fuktig städsegrön skog i tropiska förberg, lokalt även i låglänta områden. Den ses vanligen i par, födosökande i klängväxter och lövsamlingar på låg till medelhög höjd i undervegetationen, ofta som en del av artblandade flockar.

## Status och hot
Arten har ett stort utbredningsområde, men tros minska i antal, dock inte tillräckligt kraftigt för att den ska betraktas som hotad. Internationella naturvårdsunionen IUCN listar arten som livskraftig (LC). Beståndet uppskattas till i storleksordningen 50 000 till en halv miljon vuxna individer.